# روبرتو دونادوني
روبرتو دونادوني (بالإيطالية: Roberto Donadoni)‏ (تشيزانو بيرغاماسكو بمقاطعة بيرغامو، 9 سبتمبر 1963) لاعب كرة قدم سابق، ومدرب كرة قدم حالي، يشغل منصب المدير الفني لنادي بولونيا منذ 28 أكتوبر 2015، كان لاعبا في نادي إيه سي ميلان، وقد درب منتخب إيطاليا لكرة القدم.

## مسيرته الدولية
بدأ دونادوني مسيرته الكروية مع نادي أتالانتا في عام 1982، وانتقل إلى نادي إيه سي ميلان في عام 1986، وقد أصبح أحد أعمدة الفريق، وقد كان يلعب في الجناح الأيسر دائما، وقد فاز مع الفريق بخمس بطولات للدوري الإيطالي، وثلاثة بطولات دوري أبطال أوروبا، وقد كان عضوا في منتخب إيطاليا لكرة القدم في كأس العالم 1990 وساعد فريقه في الحصول على المركز الثالث وشارك في كأس العالم 1994 الذي حصل فيه المنتخب الإيطالي على المركز الثاني بعد خسارة من البرازيل في ضربات الترجيح. وفي موسم 1996–1997 انتقل دونادوني إلى نادي نيويورك متروستارز، وعاد في عام 1997 إلى إيه سي ميلان، حيث لعب له حتى عام 1999، ثم انتقل بعدها إلى نادي الاتحاد السعودي، وبعدها اعتزل لعب كرة القدم.
لعب دونادوني 63 مباراة مع المنتخب الإيطالي مع تسجيل 5 أهداف.

## التدريب
وبعد اعتزاله كرة القدم كلاعب عاد إليها كمدرب، فدرب نادي ليكو في موسم 2001–2002 ، ودرب نادي ليفورنو في موسم 2002–2003، ودرب نادي جنوى في موسم 2003–2004، وفي 2005 عاد إلى تدريب نادي ليفورنو، وقادهم إلى احتلال المركز التاسع، وهو مركز جيد بالنسبة لنادي مغمور، وفي موسم 2005–2006 قاد الفريق إلى المركز السادس، ولكنه ترك الفريق بعد حدوث مشاكل بينه وبين المدير ألدو سبينيلي.
بعد فوز منتخب إيطاليا لكرة القدم في كأس العالم 2006، استقال مدرب المنتخب مارتشيلو ليبي من تدريب المنتخب، واختار الاتحاد الإيطالي لكرة القدم دونادوني لقيادة المنتخب في تصفيات بطولة أمم أوروبا 2008، وترك تدريبه فيما بعد ذلك. وفي 10 مارس 2009 تم تعيينه كمدرب لفريق نابولي الذي أقيل منه في نفس السنة. في 16 نوفمبر 2010 تولى تدريب نادي كالياري بدلا من بيرباولو بيسولي وربح في أول مبارتين له.

## روابط خارجية
- روبرتو دونادوني على موقع الاتحاد الدولي (مؤرشف)  (الإنجليزية)
- روبرتو دونادوني على موقع الاتحاد الأوربي (الإنجليزية)
- روبرتو دونادوني على موقع الدوري الأمريكي (الإنجليزية)
- روبرتو دونادوني على موقع قاعدة بيانات كرة القدم.إي يو (الإنجليزية)
- روبرتو دونادوني على موقع ليكيب (الفرنسية)
- روبرتو دونادوني على موقع ناشيونال فوتبول تيمز (الإنجليزية)
- روبرتو دونادوني على موقع Soccerway.com (الإنجليزية)
- روبرتو دونادوني على موقع عالم كرة القدم.نت (الإنجليزية)